# الجحشين (بعدان)

تعديل مصدري - تعديل

الجحشين هي إحدى قرى عزلة جرانة بمديرية بعدان التابعة لمحافظة إب، بلغ تعداد سكانها 788 نسمة حسب تعداد اليمن لعام 2004.